# Sosthène Soglo
Sosthène Soglo (ur. 3 lipca 1986)– beniński piłkarz grający na pozycji pomocnika.

## Kariera klubowa
Karierę piłkarską Soglo rozpoczął w klubie Requins de l'Atlantique ze stolicy kraju Kotonu. W 2004 roku zadebiutował w jego barwach w pierwszej lidze benińskiej. W 2005 roku odszedł do Energie Sports FC.

## Kariera reprezentacyjna
W reprezentacji Beninu Soglo zadebiutował w 2007 roku. W 2008 roku został powołany do kadry na Puchar Narodów Afryki 2008 jednak nie rozegrał na nim żadnego spotkania.